# 1515-ös busz
Az 1515-ös jelzésű autóbuszvonal távolsági autóbuszjárat Szeged és Parádfürdő között, Szolnok, Jászberény, Gyöngyös érintésével, melyet a MÁV Személyszállítási Zrt. lát el.

## Közlekedése
A járat Szegedet és Parádfürdőt köti össze. Menetideje több, mint 6 óra. A járat átszeli az Alföldet, betér több alföldi város autóbusz-állomására, megáll kisebb községek, települések autóbusz-várótermeinél, központjában is.
Naponta egy járatpár szállítja az utasokat Szeged és Parádfürdő között, azonban december 24-én csak a Szegedről Parádra induló járat közlekedik. A járaton Mercedes-Benz Tourismo fordul elő leggyakrabban, néha más típus is megjelenik, például Credo Inovell 12 vagy Volvo 8700.
További egy-egy járatpár Szeged és Jászberény valamint Szeged és Gyöngyös között szállítja az utasokat. Leggyakrabban a gyöngyösi járatokon Volvo 8900, alkalmanként Credo Inovell 12, Setra S315 UL, Alfa Regio, a jászberényi járatokon Credo IC 12, Volvo 8900, Volvo 9700 és Volvo B10-400 fordul elő. 
A hetek utolsó iskolai előadási napján és a hetek első iskolai előadási napját megelőző napon Szeged és Szolnok között egy-egy járatpár szállítja az utasokat. A hetek utolsó iskolai előadási napján Credo Inovell 12, hetek első iskolai előadási napját megelőző napon Mercedes-Benz Intouro és Neoplan Tourliner autóbuszok fordulnak elő.
Szolnok és Gyöngyös között a hetek első iskolai előadási napját megelőző munkaszüneti napon egy járatpár szállítja az utasokat, amin Credo Econell 12 típusú autóbuszok fordulnak elő. 
Cibakháza és Szeged között a hetek első iskolai előadási napját megelőző munkaszüneti napon is közlekedik egy járat Tiszainoka érintésével.

## Megállóhelyei
A táblázat a naponta közlekedő járatok adatait tartalmazza.
| 1515 (Szeged – Szolnok – Jászberény – Gyöngyös – Parádfürdő) | 1515 (Szeged – Szolnok – Jászberény – Gyöngyös – Parádfürdő) | 1515 (Szeged – Szolnok – Jászberény – Gyöngyös – Parádfürdő) | 1515 (Szeged – Szolnok – Jászberény – Gyöngyös – Parádfürdő) | 1515 (Szeged – Szolnok – Jászberény – Gyöngyös – Parádfürdő) | 1515 (Szeged – Szolnok – Jászberény – Gyöngyös – Parádfürdő) | 1515 (Szeged – Szolnok – Jászberény – Gyöngyös – Parádfürdő) | 1515 (Szeged – Szolnok – Jászberény – Gyöngyös – Parádfürdő) |
| sz.                                                          | sz.                                                          | sz.                                                          | Megállóhely                                                  | sz.                                                          | sz.                                                          | sz.                                                          | Átszállási kapcsolatok |
| ------------------------------------------------------------ | ------------------------------------------------------------ | ------------------------------------------------------------ | ------------------------------------------------------------ | ------------------------------------------------------------ | ------------------------------------------------------------ | ------------------------------------------------------------ | --- |
| 0                                                            | 0                                                            | 0                                                            | Szeged, autóbusz-állomás végállomás                          | 57                                                           | 45                                                           | 48                                                           | 5, 6, 9, 19 7F, 21, 60, 60Y, 64, 67, 67Y, 70, 71, 71A, 72, 72A, 73, 73Y, 74, 74Y, 75, 76, 76Y, 77, 77A, 77Y, 78, 78A, 79H 1374, 1375, 1441, 1486, 1503, 1504, 1506, 1507, 1510, 1512, 1513, 1516, 1517, 1518, 1652 4990, 5000, 5001, 5002, 5003, 5004, 5005, 5007, 5010, 5011, 5012, 5013, 5015, 5016, 5019, 5020, 5021, 5022, 5023, 5024, 5025, 5030, 5031, 5032, 5033, 5034, 5035, 5040, 5041, 5042, 5043, 5044, 5045, 5046, 5047, 5049, 5050, 5054, 5055, 5056, 5058, 5059, 5060, 5061, 5062, 5063, 5064, 5066, 5070, 5071, 5075, 5076, 5109, 5112, 5160, 5188, 5189, 5190, 5329, 5362, 5369 |
| 1                                                            | 1                                                            | 1                                                            | Szeged Brüsszeli körút                                       | 56                                                           | 44                                                           | 47                                                           | 10 3, 3F, 4 20, 24, 73, 73Y, 74, 74Y, 77, 77A, 77Y 1374, 1375, 1441, 1486, 1516 5003, 5004, 5005, 5007, 5010, 5011, 5012, 5013, 5017, 5018, 5019, 5021, 5160, 5187, 5188 |
| 2                                                            | 2                                                            | 2                                                            | Szeged, Budapesti körút                                      | 55                                                           | 43                                                           | 46                                                           | 3, 3F, 4 77, 77A, 77Y, 84, 90, 90F, 90H 1374, 1375, 1441, 1486, 1516 4990, 5003, 5004, 5005, 5007, 5010, 5011, 5012, 5013, 5017, 5018, 5019, 5021, 5160, 5187, 5188 |
| 3                                                            | 3                                                            | 3                                                            | Algyő, vasútállomás bejárati út                              | 54                                                           | 42                                                           | 45                                                           | 1374, 1375, 1441, 1486, 1516 4990, 5003, 5004, 5005, 5007, 5010, 5011, 5160 Szeged–Hódmezővásárhely tram-train |
| 4                                                            | 4                                                            | ∫                                                            | Hódmezővásárhely, Kishomok                                   | 53                                                           | ∫                                                            | ∫                                                            | 41 1374, 1375, 1441, 1486 5004, 5005, 5010, 5160 |
| ∫                                                            | ∫                                                            | 4                                                            | Hódmezővásárhely, Népkert vasútállomás bejárati út           | ∫                                                            | ∫                                                            | 44                                                           | 41, 44 5004, 5005, 5010, 5160 személyvonat, Szeged–Hódmezővásárhely tram-train |
| 5                                                            | ∫                                                            | 5                                                            | Hódmezővásárhely, Hősök tere                                 | 52                                                           | ∫                                                            | 43                                                           | 41, 42, 43 1374, 1375, 1441, 1486 4990, 5004, 5005, 5010, 5160 |
| 6                                                            | ∫                                                            | 6                                                            | Hódmezővásárhely, autóbusz-állomás                           | 51                                                           | ∫                                                            | 42                                                           | 42, 43, 44 1090, 1094, 1374, 1375, 1441, 1486 4833, 4990, 5004, 5005, 5010, 5105, 5150, 5160, 5165, 5167, 5169 |
| ∫                                                            | ∫                                                            | 7                                                            | Hódmezővásárhely, Jókai utca                                 | ∫                                                            | ∫                                                            | 42                                                           | 42, 43, 45 1090, 1094 5004, 5010, 5105, 5150 |
| 7                                                            | 5                                                            | 8                                                            | Szentes, Derekegyházi elágazás                               | 50                                                           | 41                                                           | 41                                                           | 5010, 5105, 5128, 5130, 5132 |
| 8                                                            | 6                                                            | 9                                                            | Szentes, autóbusz-állomás                                    | 49                                                           | 40                                                           | 40                                                           | 1, 1T, 3, 3A, 3T 1090, 1092, 1094, 1375, 1499, 1516, 1518, 1577 5004, 5007, 5010, 5011, 5105, 5109, 5110, 5120, 5121, 5122, 5123, 5125, 5126, 5127, 5128, 5129, 5130, 5132, 5140, 5143, 5150, 5255 |
| 9                                                            | 7                                                            | 10                                                           | Szentes, Totózó                                              | 48                                                           | 39                                                           | 39                                                           | 3, 3A, 3T 5004, 5010, 5011, 5105, 5110, 5120, 5121, 5122, 5125, 5126, 5127, 5140, 5150, 5255 |
| 10                                                           | 8                                                            | 11                                                           | Szentes, Apponyi tér                                         | 47                                                           | 38                                                           | 38                                                           | 3, 3A, 3T 1518 5109, 5120, 5122, 5125, 5126, 5127, 5130, 5132, 5150 |
| ∫                                                            | 9                                                            | 12                                                           | Szentes-Nagyhegy, Németh-Szabó ház                           | ∫                                                            | 37                                                           | 37                                                           | 5120, 5122 |
| 11                                                           | 10                                                           | 13                                                           | Szentes, Kunszentmártoni elágazás                            | 46                                                           | 36                                                           | 36                                                           | 1518 5109, 5120, 5122 |
| 12                                                           | 11                                                           | 14                                                           | Szentes, Állattartó telep                                    | 45                                                           | 35                                                           | 35                                                           | 1518 5109, 5122 |
| 13                                                           | 12                                                           | 15                                                           | Szentes, Útőrház                                             | 44                                                           | 34                                                           | 34                                                           | 1518 5109, 5122 |
| 14                                                           | 13                                                           | 16                                                           | Szélmalom                                                    | 43                                                           | 33                                                           | 33                                                           | 1518 5109, 5122 |
| 15                                                           | 14                                                           | 17                                                           | Nagytőke, Nagytőkei elágazás                                 | 42                                                           | 32                                                           | 32                                                           | 1518 5109, 5122 |
| 16                                                           | 15                                                           | 18                                                           | Kunszentmárton, Szikhát                                      | 41                                                           | 31                                                           | 31                                                           | 1518 5109, 5122 |
| 17                                                           | 16                                                           | 19                                                           | Kunszentmárton, Jaksori tanyák                               | 40                                                           | 30                                                           | 30                                                           | 1518 5109, 5122 |
| 18                                                           | 17                                                           | 20                                                           | Kunszentmárton, autóbusz-állomás                             | 39                                                           | 29                                                           | 29                                                           | 1085, 1087, 1518 4602, 4621, 4623, 4776, 4777, 4781, 4782, 4783, 4785, 4786, 4855, 5122, 5208, 5209 |
| 19                                                           | 18                                                           | 21                                                           | Cserkeszőlő, autóbusz-váróterem                              | 38                                                           | 28                                                           | 28                                                           | 1085, 1087, 1518 4602, 4621, 4777, 4781, 4785, 4786, 5208, 5211 |
| ∫                                                            | 19                                                           | 22                                                           | Cserkeszőlő, posta                                           | ∫                                                            | 27                                                           | 27                                                           | 1518 4602, 4621, 4777, 5208, 5211 |
| 20                                                           | 20                                                           | 23                                                           | Tiszainokai, elágazás                                        | 37                                                           | 26                                                           | 26                                                           | 4602, 4621 |
| 21                                                           | 21                                                           | 24                                                           | Nagyrévi, elágazás                                           | 36                                                           | 25                                                           | 25                                                           | 1518 4602, 4621 |
| 22                                                           | 22                                                           | 25                                                           | Cibakháza, Bánomszőlő                                        | 35                                                           | 24                                                           | 24                                                           | 1518 4602, 4621, 5211 |
| 23                                                           | 23                                                           | 26                                                           | Cibakháza, malom                                             | 34                                                           | 23                                                           | 23                                                           | 1518 4602, 4620, 4621, 4794, 5211 |
| 24                                                           | 24                                                           | 27                                                           | Homok, vasútállomás elágazás                                 | 33                                                           | 22                                                           | 22                                                           | 1518 4602, 4620, 4621, 4794, 5211 személyvonat |
| 25                                                           | 25                                                           | 28                                                           | Tiszaföldvár, autóbusz-állomás                               | 32                                                           | 21                                                           | 21                                                           | 1518 4602, 4620, 4621, 4775, 4794, 5211 |
| 26                                                           | 26                                                           | 29                                                           | Tiszaföldvár, városháza                                      | 31                                                           | 20                                                           | 20                                                           | 1518 4602, 4620, 4621, 4775, 4794, 5211 |
| 27                                                           | 27                                                           | 30                                                           | Martfű, autóbusz-váróterem                                   | 30                                                           | 19                                                           | 19                                                           | 1518 4602, 4620, 4621, 4623, 4624, 4794, 4795, 5211 |
| 28                                                           | 28                                                           | 31                                                           | Martfű, vasútállomás                                         | ∫                                                            | 18                                                           | 18                                                           | 1518 4602, 4620, 4621, 4623, 4794, 4795 személyvonat |
| 29                                                           | 29                                                           | 32                                                           | Rákócziújfalu, Petőfi út                                     | 29                                                           | 17                                                           | 17                                                           | 1518 4602, 4620, 4621, 4623 |
| 30                                                           | 30                                                           | 33                                                           | Rákóczifalva, Napfény étterem                                | 28                                                           | 16                                                           | 16                                                           | 1518 4602, 4620, 4621, 4622, 4623 |
| ∫                                                            | 31                                                           | 34                                                           | Szolnok, Repülőtér bejárati út                               | ∫                                                            | 15                                                           | 15                                                           | 7, 8, 21, 34B, 37, 41 1518 4602, 4620, 4621, 4622, 4623 |
| 31                                                           | 32                                                           | 35                                                           | Szolnok, autóbusz-állomás                                    | 27                                                           | 14                                                           | 14                                                           | 3, 10, 10A, 12, 12A, 15, 20, 21, 21A, 22, 22A, 23, 23A, 24, 24A, 25, 25A, 32, 33, 35, 36, 44 532, 533, 534, 538, 553 1077, 1377, 1464, 1466, 1468, 1469, 1517, 1518 3617, 4600, 4601, 4602, 4603, 4605, 4606, 4607, 4608, 4609, 4610, 4611, 4612, 4613, 4614, 4616, 4617, 4618, 4619, 4620, 4621, 4622, 4623, 4630, 4632 |
| ∫                                                            | 33                                                           | ∫                                                            | Szolnok, TIGÁZ                                               | ∫                                                            | ∫                                                            | 13                                                           | 10, 10A, 12, 12A, 15, 20, 21, 21A, 22, 22A, 23, 23A, 23E, 24, 24A, 25, 25A, 36 1466, 1469 3617, 4600, 4601, 4602, 4603 |
| ∫                                                            | 34                                                           | ∫                                                            | Szolnok, Szoltisz                                            | ∫                                                            | ∫                                                            | 12                                                           | 10, 10A, 12, 12A, 31 1466, 1469 3617, 4600, 4601, 4602, 4603 |
| ∫                                                            | 35                                                           | ∫                                                            | Zagyvarékasi, útelágazás                                     | ∫                                                            | ∫                                                            | 11                                                           | 1469 3617, 4600, 4601, 4603 |
| ∫                                                            | 36                                                           | ∫                                                            | Zagyvarékas, vasútállomás bejárati út                        | ∫                                                            | ∫                                                            | 10                                                           | 1466 4600, 4601, 4603 S60, G60, Z60, S820, személyvonat |
| ∫                                                            | 37                                                           | ∫                                                            | Zagyvarékas, Községháza                                      | ∫                                                            | ∫                                                            | 9                                                            | 1466, 1469 4600, 4601, 4602, 4603 |
| ∫                                                            | 38                                                           | ∫                                                            | Újszász, Zagyva-híd                                          | ∫                                                            | ∫                                                            | 8                                                            | 1466, 1469 3617, 4601, 4602, 4603, 4660 |
| 32                                                           | 39                                                           | 36                                                           | Szászberek, Kossuth út                                       | 26                                                           | 13                                                           | 7                                                            | 1466, 1469 3617, 4601, 4602, 4603, 4660 |
| 33                                                           | 40                                                           | 37                                                           | Jászalsószentgyörgy, községháza                              | 25                                                           | 11                                                           | 6                                                            | 1078, 1466, 1469 3617, 4601, 4602, 4659, 4660, 4662 |
| 34                                                           | 41                                                           | 38                                                           | Jánoshida, Túláti elágazás                                   | 24                                                           | 11                                                           | 5                                                            | 1078, 1466, 1469 3617, 4601, 4602, 4660, 4662, 4663 |
| ∫                                                            | ∫                                                            | 39                                                           | Alattyán, Gárdonyi utca                                      | ∫                                                            | 10                                                           | ∫                                                            | 4601, 4660, 4662, 4663 |
| 35                                                           | 42                                                           | 40                                                           | Alattyán, községháza                                         | 23                                                           | ∫                                                            | 4                                                            | 1078, 1466, 1469 3617, 4601, 4602, 4660, 4662, 4663 |
| ∫                                                            | ∫                                                            | 41                                                           | Alattyán, Rakéta utca                                        | ∫                                                            | 9                                                            | ∫                                                            | 4601, 4660, 4662, 4663 |
| ∫                                                            | 43                                                           | ∫                                                            | Pusztamizsei elágazás                                        | ∫                                                            | ∫                                                            | 3                                                            | 1466, 1469 3617, 4601, 4602, 4660, 4662, 4663 |
| 36                                                           | 44                                                           | 42                                                           | Jásztelek, községháza                                        | 23                                                           | 8                                                            | 2                                                            | 1078, 1466, 1469 3617, 4601, 4602, 4660, 4662, 4663 |
| ∫                                                            | ∫                                                            | ∫                                                            | Jászberény, jászteleki elágazás                              | 21                                                           | ∫                                                            | 1                                                            | 1 1070, 1075, 1077, 1078, 1443, 1466, 1469 3424, 3669, 4601, 4602, 4653, 4654, 4655, 4659, 4660, 4662, 4663 |
| ∫                                                            | ∫                                                            | 43                                                           | Jászberény, kórház II.                                       | 20                                                           | 7                                                            | ∫                                                            | 1, 2A 3617, 4655, 4662, 4663 |
| 37                                                           | 45                                                           | 44                                                           | Jászberény, autóbusz-állomás                                 | 19                                                           | 6                                                            | 0                                                            | 1, 2A 498, 499, 503, 523 1070, 1075, 1076, 1077, 1078, 1348, 1362, 1376, 1443, 1466, 1469 3443, 3617, 3667, 3669, 3671, 4601, 4602, 4650, 4651, 4653, 4654, 4655, 4659, 4660, 4662, 4663, 4681, 4686 |
| 38                                                           | 46                                                           |                                                              | Jászárokszállás, városháza                                   | 18                                                           | 5                                                            |                                                              | 1348, 1469 3667, 3670, 3671, 3688, 4602, 4650, 4653, 4658 |
| 39                                                           | 47                                                           |                                                              | Vámosgyörk, vasútállomás                                     | 17                                                           | 4                                                            |                                                              | 1348, 1469 3670, 3671, 3673, 3697, 4602, 4653 S80, személyvonat, Ezüstpart expresszvonat, Agria InterRégió, Mátra InterRégió |
| 40                                                           | 48                                                           |                                                              | Atkár, autóbusz-váróterem                                    | 16                                                           | 3                                                            |                                                              | 1348, 1469 3612, 3670, 3671, 3673, 3697, 4602, 4653 |
| 41                                                           | 49                                                           |                                                              | Gyöngyöshalász, bejárati út                                  | 15                                                           | 2                                                            |                                                              | 1348, 1469 3612, 3670, 3671, 3673, 3697, 4602, 4653 |
| 42                                                           | 50                                                           |                                                              | Gyöngyös, toronyház                                          | 14                                                           | 1                                                            |                                                              | 411, 413, 415 1040, 1044, 1045, 1046, 1049, 1050, 1054, 1066, 1068, 1069, 1348, 1427, 1469 3448, 3602, 3604, 3612, 3650, 3652, 3670, 3671, 3675, 3676, 3697, 4602, 4653 |
| 43                                                           | 51                                                           |                                                              | Gyöngyös, autóbusz-állomás                                   | 13                                                           | 0                                                            |                                                              | 1A 411, 413, 415 1040, 1044, 1045, 1046, 1049, 1050, 1054, 1066, 1068, 1069, 1301, 1305, 1308, 1348, 1402, 1427, 1469 3445, 3448, 3471, 3492, 3602, 3604, 3612, 3650, 3651, 3652, 3655, 3656, 3660, 3661, 3662, 3663, 3664, 3665, 3666, 3670, 3671, 3673, 3675, 3676, 3677, 3678, 3680, 3681, 3685, 3688, 3691, 3693, 3694, 3696, 3697, 3698, 3699, 4602, 4653 |
| 44                                                           |                                                              |                                                              | Gyöngyös, vasútállomás                                       | 12                                                           |                                                              |                                                              | 1A 1305 3492, 3655, 3656, 3680, 3694, 3699 személyvonat, Mátra InterRégió |
| 45                                                           |                                                              |                                                              | Gyöngyös, Főiskola                                           | 11                                                           |                                                              |                                                              | 1, 1A 1044, 1045, 1046 3471, 3492, 3604, 3651, 3655, 3656, 3662, 3664 |
| 46                                                           |                                                              |                                                              | Gyöngyös, Kollégium                                          | 10                                                           |                                                              |                                                              | 1044, 1045, 1046 3471, 3492, 3604, 3655, 3656, 3662, 3664 |
| 47                                                           |                                                              |                                                              | Mátrafüred, autóbusz-váróterem                               | 9                                                            |                                                              |                                                              | 1044, 1045, 1046 3471, 3492, 3604, 3650, 3651, 3655, 3656, 3662, 3664, 3673 |
| 48                                                           |                                                              |                                                              | Sástó                                                        | 8                                                            |                                                              |                                                              | 1044, 1045, 1046 3471, 3492, 3604, 3651, 3655, 3656 |
| 49                                                           |                                                              |                                                              | Mátraháza, Üdülők                                            | 7                                                            |                                                              |                                                              | 1044, 1045, 1046 3471, 3492, 3604, 3651, 3655, 3656 |
| 50                                                           |                                                              |                                                              | Mátraháza, Szanatórium                                       | 6                                                            |                                                              |                                                              | 1044, 1045, 1046 3471, 3492, 3604, 3651, 3655, 3656 |
| 51                                                           |                                                              |                                                              | Mátraháza, autóbusz-állomás                                  | 5                                                            |                                                              |                                                              | 1044, 1045, 1046 3471, 3492, 3604, 3651, 3655, 3656 |
| 52                                                           |                                                              |                                                              | Mátraháza, Honvéd üdülő                                      | 4                                                            |                                                              |                                                              | 1044, 1046 3471, 3492, 3604, 3655, 3656 |
| 53                                                           |                                                              |                                                              | Mátraháza, Vörösmarty turistaház                             | 3                                                            |                                                              |                                                              | 1044, 1046 3471, 3492, 3604, 3655, 3656 |
| 54                                                           |                                                              |                                                              | Parádsasvári, elágazás                                       | 2                                                            |                                                              |                                                              | 1046 3471, 3472, 3491, 3492, 3494, 3565, 3568, 3604, 3656 |
| 55                                                           |                                                              |                                                              | Parád, Központ                                               | 1                                                            |                                                              |                                                              | 1046 3034, 3470, 3471, 3472, 3491, 3492, 3494, 3565, 3566, 3568, 3569, 3604, 3656 |
| 56                                                           |                                                              |                                                              | Parádfürdő, Kórház végállomás                                | 0                                                            |                                                              |                                                              | 1046 3034, 3470, 3471, 3472, 3491, 3492, 3494, 3565, 3566, 3567, 3604, 3656 |